# Urtaca
Urtaca est une commune française située dans la circonscription départementale de la Haute-Corse et le territoire de la collectivité de Corse. Elle appartient à l'ancienne piève de Canale.

## Géographie

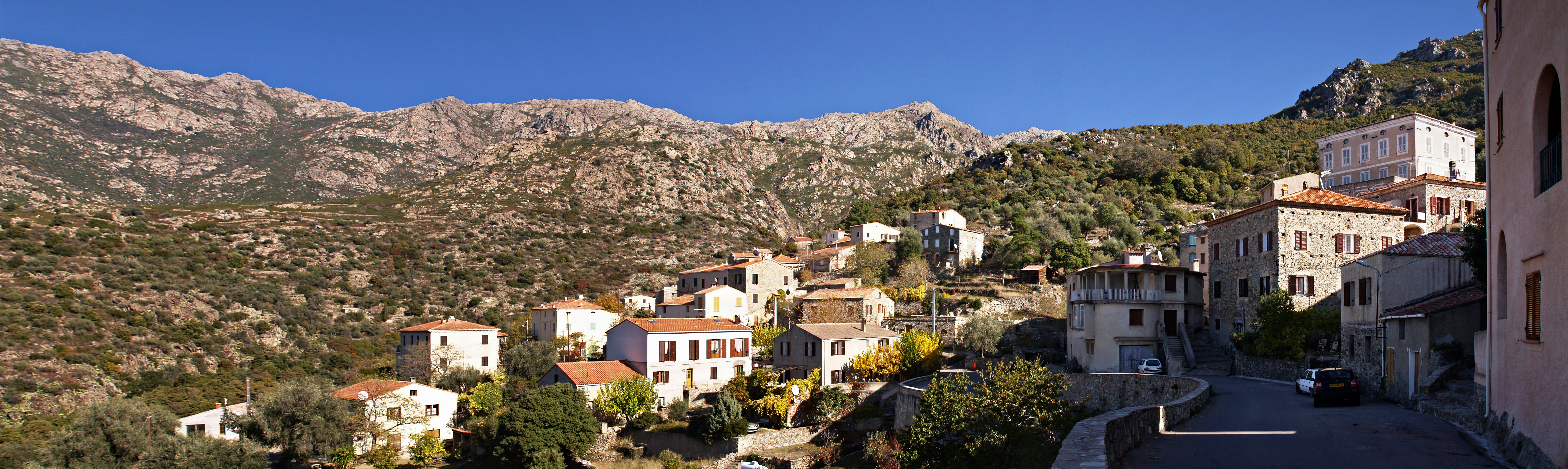
Panorama sur Monte a l'Alturiai et le nord-est du village.

### Situation
Urtaca est avec Lama et Pietralba l'une des trois communes issues de la piève de Canale, occupant la rive droite de la vallée de l'Ostriconi.

### Relief
Urtaca est une commune sans façade maritime quoique ayant vue sur mer. Son territoire est une bande de terre orientée SE-NO, s'étalant en direction de la mer depuis les crêtes de la Serra di Tenda, et occupant ses flancs nord-occidentaux jusqu'au lit de la rivière Ostriconi.
La commune est limitée :
- à l'est, par une ligne de crête démarrant à 300 m d'altitude à la Serra di Lubertaccia, s'élevant au fur et à mesure en passant par Cima d'Olmelli (312 m), Cima Ghinepero (493 m), Teghie a Partica (672 m), Monte a la Rua (841 m), Monte Vicinasco (1 018 m), Monte ambrica (1 063 m), Cima a Muzzelli (1 299 m), Monte a l'Alturaia (1 371 m) sommet « à cheval » sur San-Gavino-di-Tenda et Urtaca, jusqu'à la limite SE de la commune à 1 349 m d'altitude ;
- au sud, par une ligne droite tirée vers Monte di u Gattu (696 m) à l'ouest, se prolongeant ensuite jusqu'au gué sur l'Ostriconi, à hauteur de la jonction RN1197 - D8 ;
- à l'ouest la limite suit la rive gauche de l'Ostriconi, du niveau 153 m à celui de 57 m, en amont de l'ancienne mine de Chiaraginca, puis remontant la crête de Bona Fede, Cima di u Pallu (239 m) et redescendant sur l'Ostriconi au pont de Teghiele au lieu-dit Petra Moneta ;
- au nord, c'est une nouvelle ligne de crête qui rejoint la Serra di Lubertaccia surplombant une portion de la route D 81. C'est déjà le désert des Agriates.

### Hydrographie
La commune est arrosée par la rivière Ostriconi qui longe près des deux tiers de ses limites territoriales occidentales.
Le réseau hydrographique y est dense. Plusieurs ruisseaux prennent naissance sur la commune, sous la ligne de crête de la Serra di Tenda, et sont tributaires de l'Ostriconi.
Les principaux sont fiume di Gargalagne, long de 7 km qui arrose le village d'Urtaca, fiume di Cuvertoio, long de 3,9 km, ruisseau de l'Orneto, long de 2,6 km, ruisseau di l'Appiatelli, long de 3,8 km, et fiume di u Chierchiu, long de 7,3 km.

### Climat et végétation

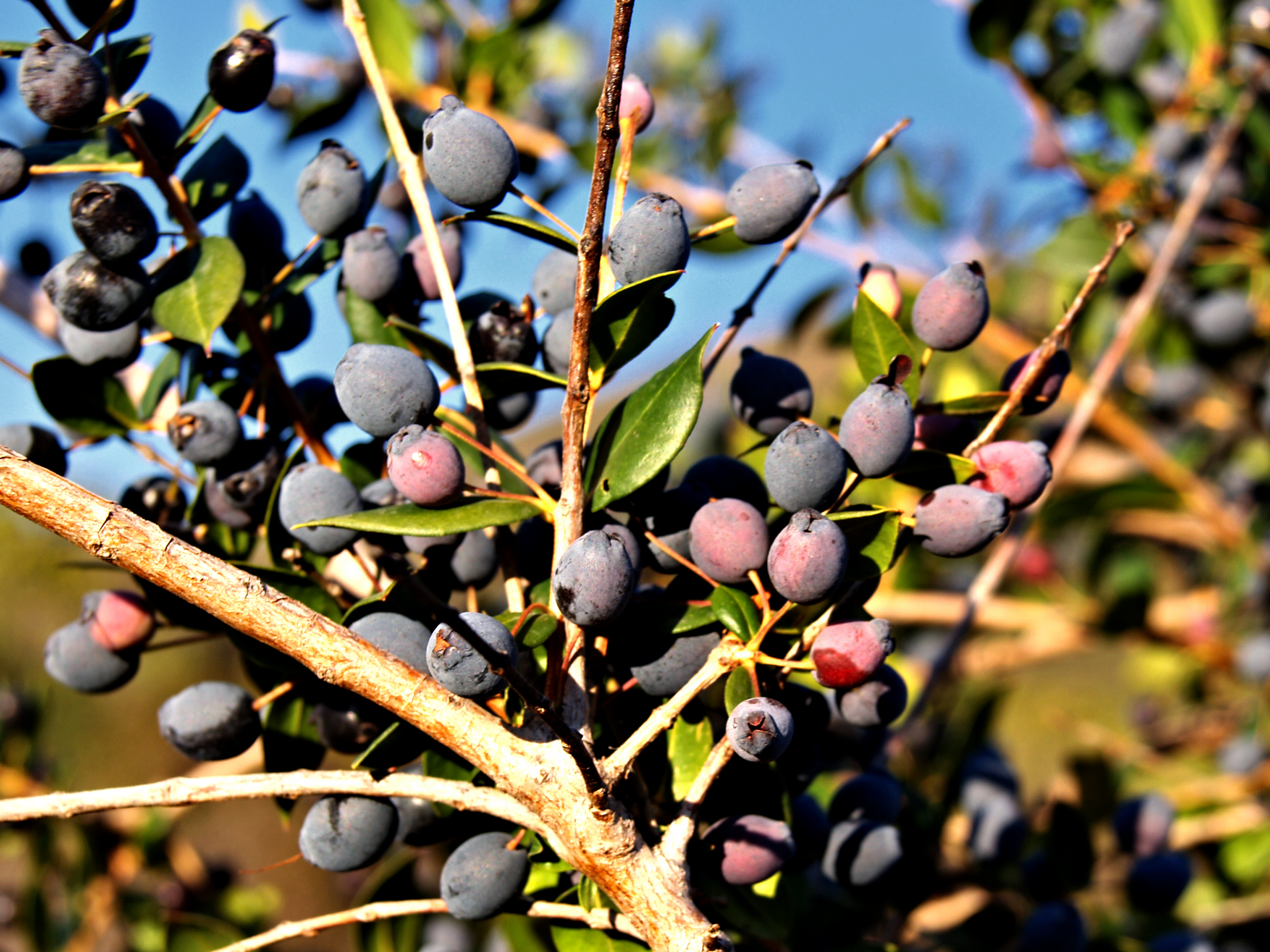
Baies de myrte.

Urtaca n'a pas de véritable forêt. Seules quelques zones épargnées par les incendies, sont boisées de chênes verts et d'oliviers. La couverture végétale est un maquis traditionnel, bas, où en période hivernale, les baies de myrte et d'arbousier abondent et font le régal de passereaux migrateurs. Elles sont aussi la base de remarquables liqueurs et gelées. Le maquis a recouvert les nombreuses terrasses de culture depuis longtemps abandonnées.

### Voies de communication et transports

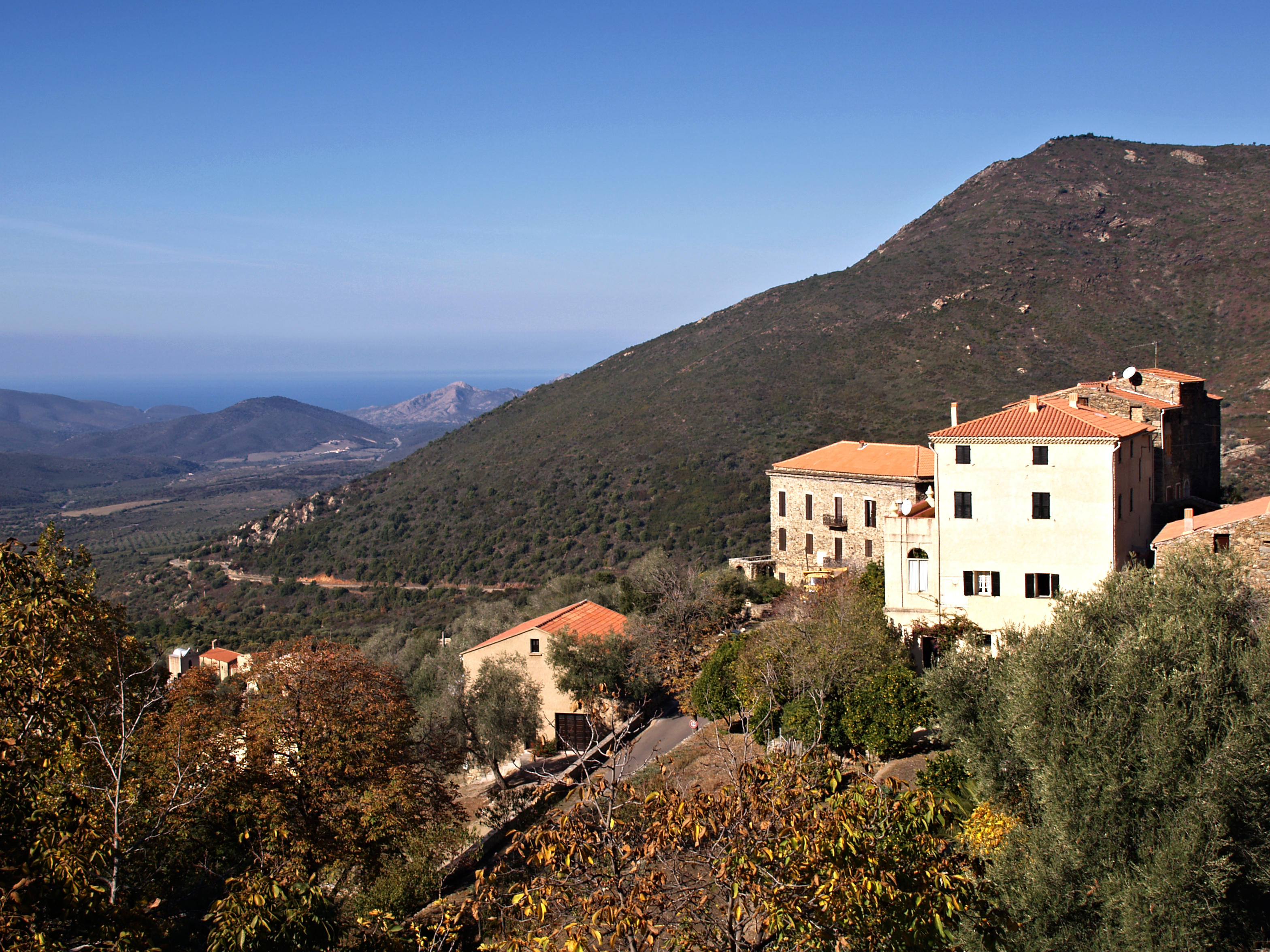
Vue sur le littoral.

#### Accès routier
Le village était jusqu'aux années 1980 desservi par une seule route, longue, étroite et sinueuse, qui desservait également Lama et Pietralba. Depuis l'ouverture de la voie rapide dite Balanina qui longe l'Ostriconi et « double » en fait l'ancienne route renommée D8, le village se trouve éloigné de 3,5 km de la RN 1197, principale voie qui relie la Balagne à Ponte-Leccia (Morosaglia) et désenclave la touristique microrégion de Balagne.
Toutefois, Urtaca est relié à la RN 1197 dite Balanina par une portion nouvelle de la D 8, rectiligne sur 3 km.
Au nord de la commune, se situe la jonction de la RN 1197 avec la route D 81 qui traverse le désert des Agriates et permet de se rendre à Bastia via Saint-Florent en raccourcissant le trajet de 20 kilomètres.

#### Transports
La commune n'est pas traversée par la ligne des Chemins de fer de Corse. La gare la plus proche est celle de la commune voisine de Novella.
Le port le plus proche est celui de L'Île-Rousse, distant de 26 km.
L'aéroport le plus proche est celui de Calvi-Sainte-Catherine, distant de 48 km ; celui de Bastia se trouve à 51 km.

## Urbanisme

### Typologie
Au 1er janvier 2024, Urtaca est catégorisée commune rurale à habitat dispersé, selon la nouvelle grille communale de densité à sept niveaux définie par l'Insee en 2022.
Elle est située hors unité urbaine. Par ailleurs la commune fait partie de l'aire d'attraction de L'Île-Rousse, dont elle est une commune de la couronne,. Cette aire, qui regroupe 12 communes, est catégorisée dans les aires de moins de 50 000 habitants,.

### Occupation des sols
L'occupation des sols de la commune, telle qu'elle ressort de la base de données européenne d’occupation biophysique des sols Corine Land Cover (CLC), est marquée par l'importance des forêts et milieux semi-naturels (92,3 % en 2018), une proportion sensiblement équivalente à celle de 1990 (92,8 %). La répartition détaillée en 2018 est la suivante : 
milieux à végétation arbustive et/ou herbacée (76,9 %), espaces ouverts, sans ou avec peu de végétation (13,6 %), zones agricoles hétérogènes (7,7 %), forêts (1,8 %). L'évolution de l’occupation des sols de la commune et de ses infrastructures peut être observée sur les différentes représentations cartographiques du territoire : la carte de Cassini (XVIIIe siècle), la carte d'état-major (1820-1866) et les cartes ou photos aériennes de l'IGN pour la période actuelle (1950 à aujourd'hui).

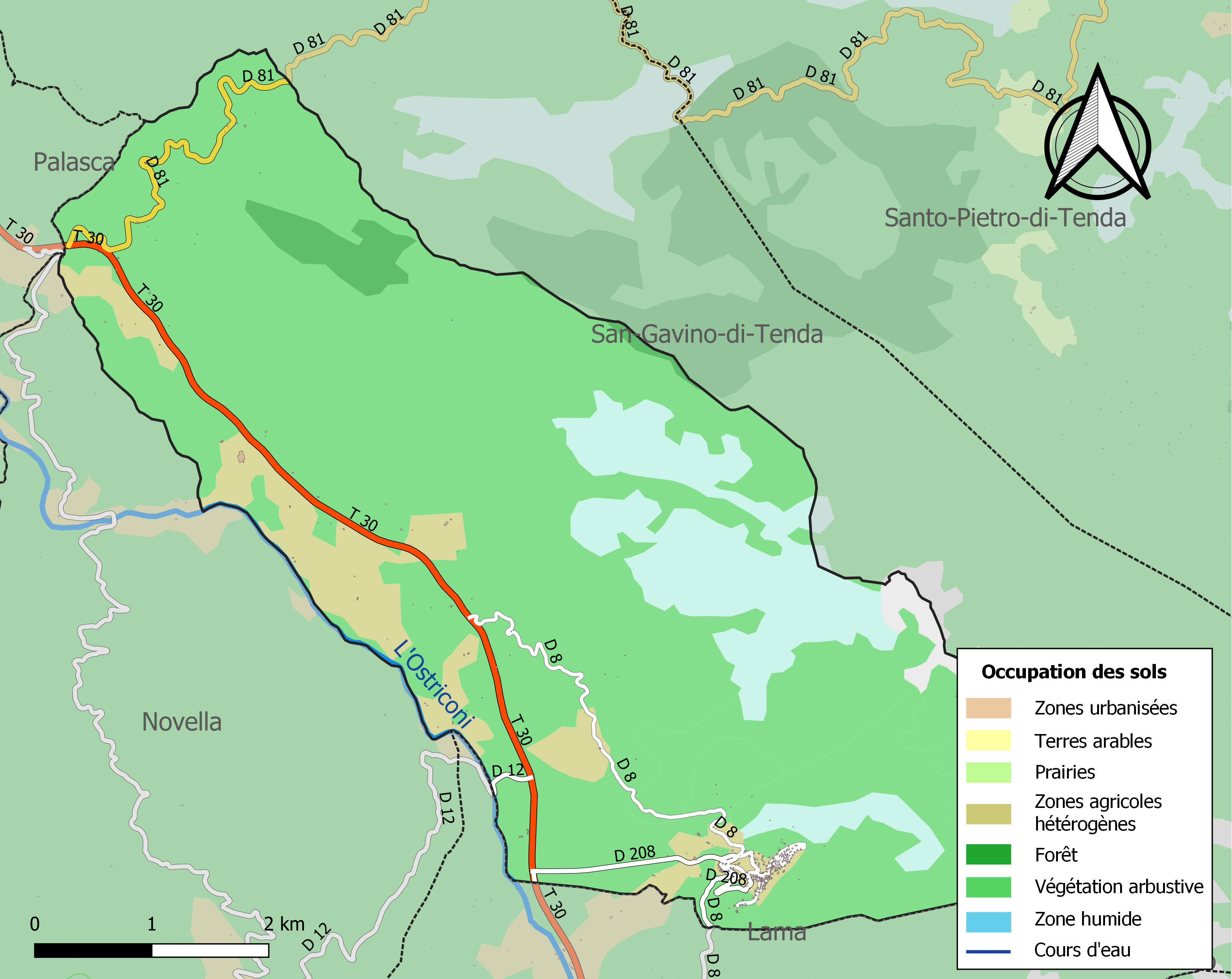
Carte des infrastructures et de l'occupation des sols de la commune en 2018 (CLC).

## Toponymie
Le nom corse de la commune est Urtaca /ˈurtaga/.

## Histoire

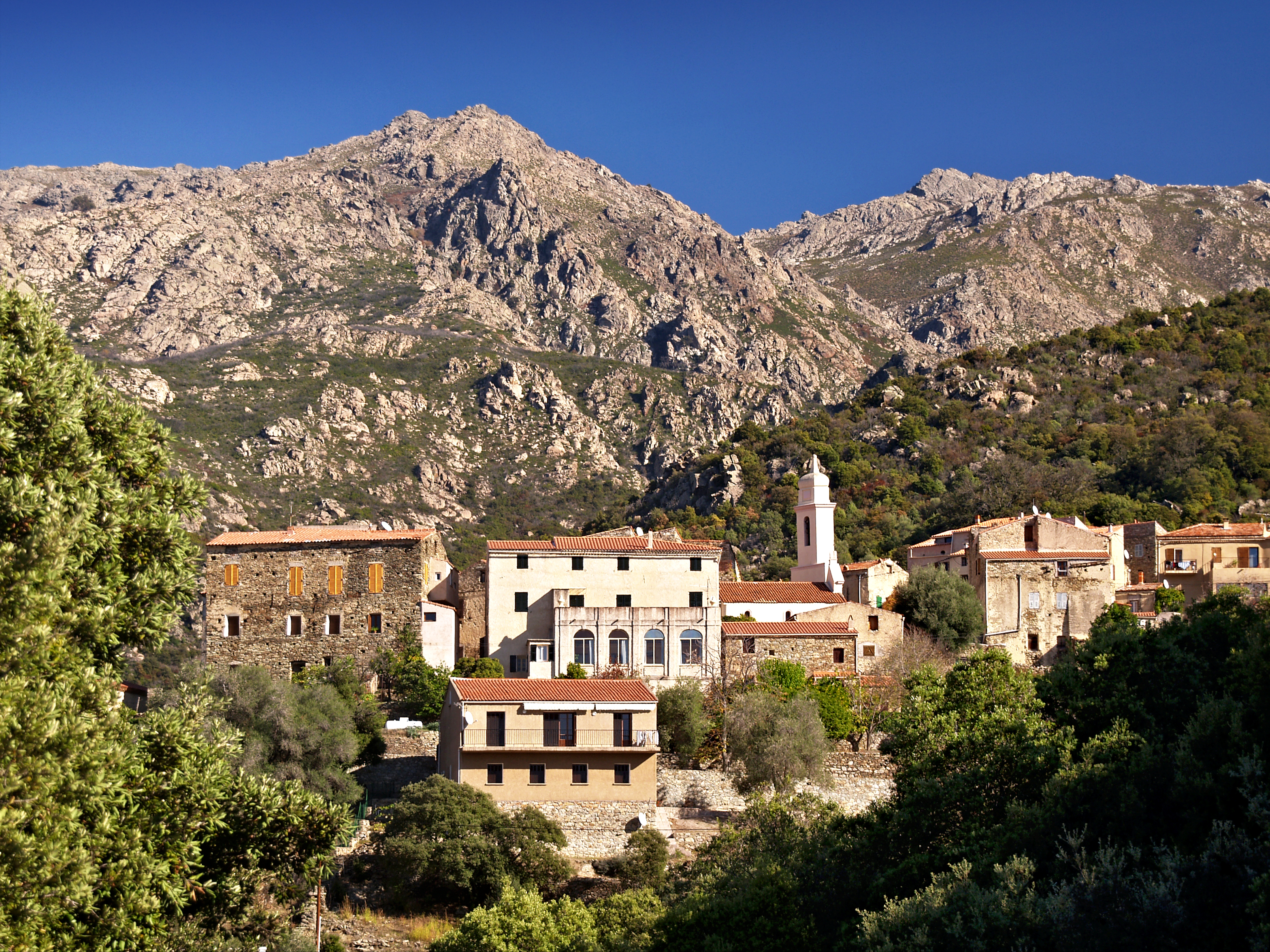
Vue du village.

### Moyen Âge
À un kilomètre au nord du village, se trouve la punta di Castiglione (559 m). Castiglione se traduisant par village fortifié, ce nom significatif semble prouver, comme dans d'autres communes de l'île, l'existence autrefois en ce lieu d'un village fortifié.
Au XIe siècle, la pieve d'Ostricone était un bien des marquis de Massa di Corsica. Leur part s'étendait sur tout l'« En-Deçà-des-Monts ». Les marquis de Massa sont les descendants du marquis Alberto qui, au XIe siècle, aurait chassé les Sarrasins de Rome et contribué à la défense de la Corse.

Bien que leur château de San Colombano ait été incendié par le peuple, les révolutions populaires du XIVe siècle ne ruinèrent pas leurs privilèges féodaux. Ils firent des donations aux églises, ne conservant que le château de San Colombano réparé ou reconstruit.
Au XVIe siècle Urtaca s'écrivait Artacha. Vers 1520, Artacha, Lama, Novella, Cruscani, Pochina, Palasia, Spelonche étaient les lieux habités de la pieve religieuse d'Ostricone.

### Temps modernes
Au XVIIIe siècle les pievi civiles d'Ostricone et de Petralba fusionnent, devenant la pieve de Canale qui prendra le nom de canton de Lama avec la Révolution française, en 1790.

### Époque contemporaine
En 1954 les communes de Lama, Pietralba et Urtaca constituaient le canton de Lama.
1971-1973 : Urtaca intègre le nouveau canton du Haut-Nebbio, créé avec la fusion imposée des anciens cantons de Lama, Murato et Santo-Pietro-di-Tenda.

## Politique et administration

### Liste des maires
| Période                                  | Période                 | Identité                       | Étiquette | Qualité                              |
| ---------------------------------------- | ----------------------- | ------------------------------ | --------- | ------------------------------------ |
| vers 1897                                | ?                       | Ange-Mathieu Bonavita          |           |                                      |
| ?                                        | novembre 1941 (révoqué) | Pasquin Bonavita               | ?         | Révoqué par le Gouvernement de Vichy |
| avant 1981                               | ?                       | Jean-Charles Bonavita          |           |                                      |
| mars 2001                                | 2014                    | Françoise Xavière Montecattini | DVG       |                                      |
| mars 2014                                | En cours                | Paul Vincent Ferrandi          | DVG       | Fonctionnaire                        |
| Les données manquantes sont à compléter. |                         |                                |           |                                      |

## Démographie
L'évolution du nombre d'habitants est connue à travers les recensements de la population effectués dans la commune depuis 1800. Pour les communes de moins de 10 000 habitants, une enquête de recensement portant sur toute la population est réalisée tous les cinq ans, les populations de référence des années intermédiaires étant quant à elles estimées par interpolation ou extrapolation. Pour la commune, le premier recensement exhaustif entrant dans le cadre du nouveau dispositif a été réalisé en 2006.

En 2022, la commune comptait 259 habitants, en évolution de +11,16 % par rapport à 2016 (Haute-Corse : +5,15 %, France hors Mayotte : +2,11 %).
| 1800 | 1806 | 1821 | 1831 | 1836 | 1841 | 1846 | 1851 | 1856 |
| ---- | ---- | ---- | ---- | ---- | ---- | ---- | ---- | ---- |
| 222  | 246  | 354  | 297  | 326  | 317  | 328  | 337  | 323  |

| 1861 | 1866 | 1872 | 1876 | 1881 | 1886 | 1891 | 1896 | 1901 |
| ---- | ---- | ---- | ---- | ---- | ---- | ---- | ---- | ---- |
| 347  | 335  | 360  | 375  | 387  | 411  | 393  | 517  | 511  |

| 1906 | 1911 | 1921 | 1926 | 2006 | 2011 | 2016 | 2021 | 2022 |
| ---- | ---- | ---- | ---- | ---- | ---- | ---- | ---- | ---- |
| 507  | 502  | 292  | 247  | 185  | 182  | 233  | 249  | 259  |

### Enseignement
Urtaca est dotée d'une école primaire.

### Manifestations et festivités
- Saint-Nicolas (San Nicolaiu), le saint patron du village, est fêté deux fois l'an : le 6 décembre mais aussi le premier dimanche d'août afin de réunir un public plus large en été.

### Sports
Urtaca dispose d'un stade de football.

## Économie
L'agriculture et l'élevage de bovins demeurent la principale source de revenus. Après les essais infructueux de plantations d'amandiers, des plantations nouvelles d'oliviers sont apparues dans le paysage. 
Les bovins sont visibles partout dans le paysage, dans le maquis, quelquefois en bordure de route. Malgré les arrêtés interdisant la divagation du bétail et les clôtures mises en place, des bovins sont encore visibles en bordure de la voie rapide. De tragiques accidents, nombreux dans un récent passé, causés par des animaux en divagation, se produisent encore.
Une boulangerie existe au cœur du village peu peuplé. Fonctionnant sur un mode artisanal[réf. nécessaire], son réseau de vente est alimenté par des tournées automobiles dans les villages voisins de Lama, Pietralba, Novella et l'ensemble des habitations dispersées de la vallée de l'Ostriconi. La production s'écoule aussi depuis plus de deux ans dans les villages de la Haute-Balagne situés dans la continuité de Belgodère en utilisant ce principe de tournée amenant le produit chez les clients, souvent vieillissants et peu aptes à se déplacer.
Une charcuterie (Charcuterie Costa) a réussi à se développer à Campo Piano, dans un paysage qui ressemble déjà à celui du Désert des Agriates tout proche. Sa production qu'on trouve dans les toutes les grandes surfaces de l'île, est maintenant écoulée jusque dans les commerces du continent.

## Culture locale et patrimoine

### Lieux et monuments
- Monument aux morts érigé à côté de l'église de l'Annonciation
- Moulin de Capprettacio, moulin à huile situé en bordure du fiume di Gargalagna, en amont du village.
- Four communal
- Fontaines, nombreuses en montagne.

#### Église Notre-Dame de l'Annonciation
L'église Notre-Dame-de-l'Annonciation (L'Annunziata) est située au centre du village, dans le vieux quartier dit U Tricellu. Elle renferme :
- un tableau d'autel sainte Dévote ;
- un harmonium de marque Alexandre & Fils, no de série : 22 235, daté de la seconde moitié du XIXe siècle. L'œuvre a été restaurée en 2006 par le facteur corse Jean-Louis Loriaut. Elle est classée Monument historique par arrêté du 15 février 2010. Il s'agit probablement de l'unique harmonium monumental de Corse[18].

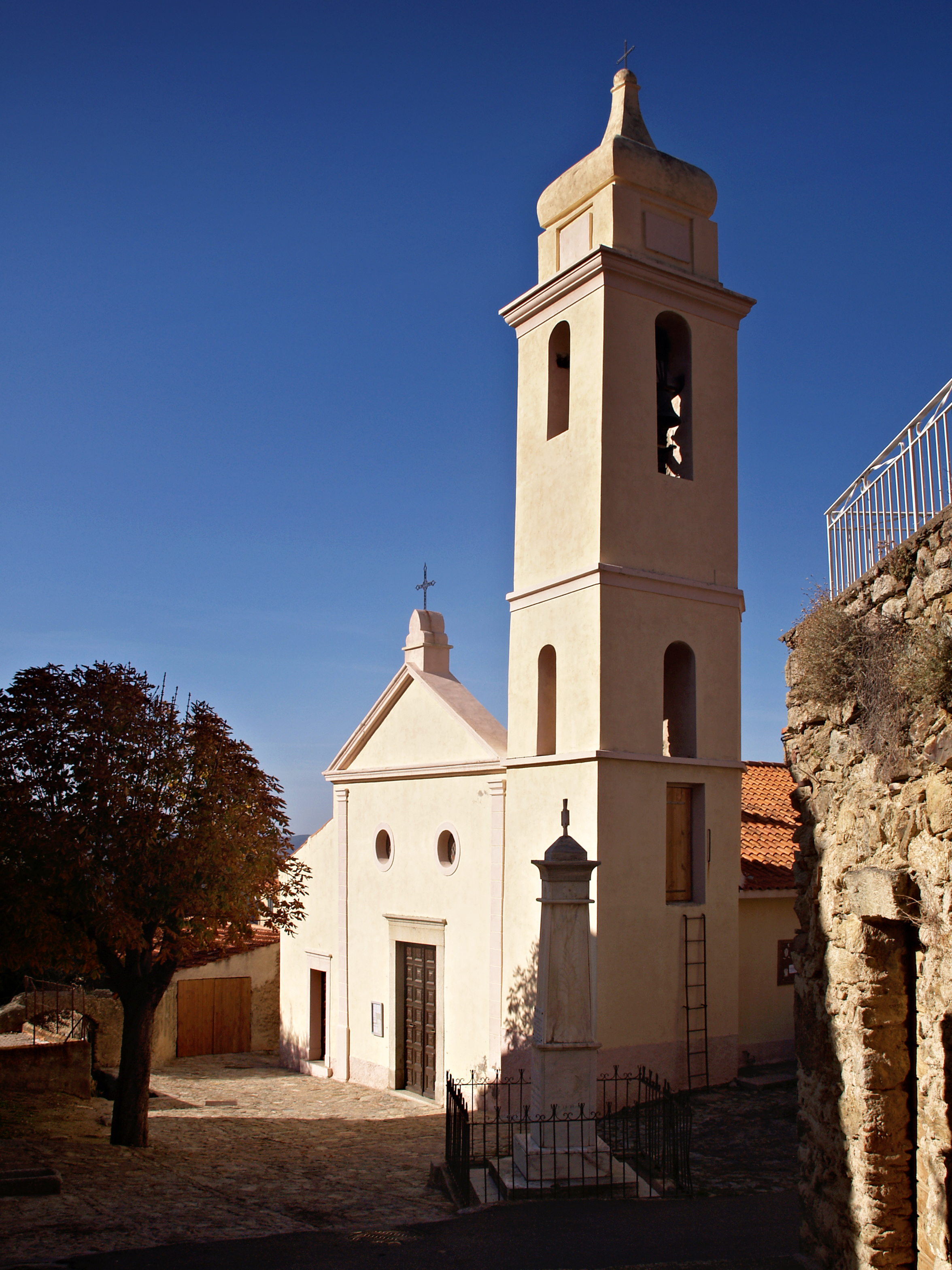
Église de l'Annonciation et monument aux morts.
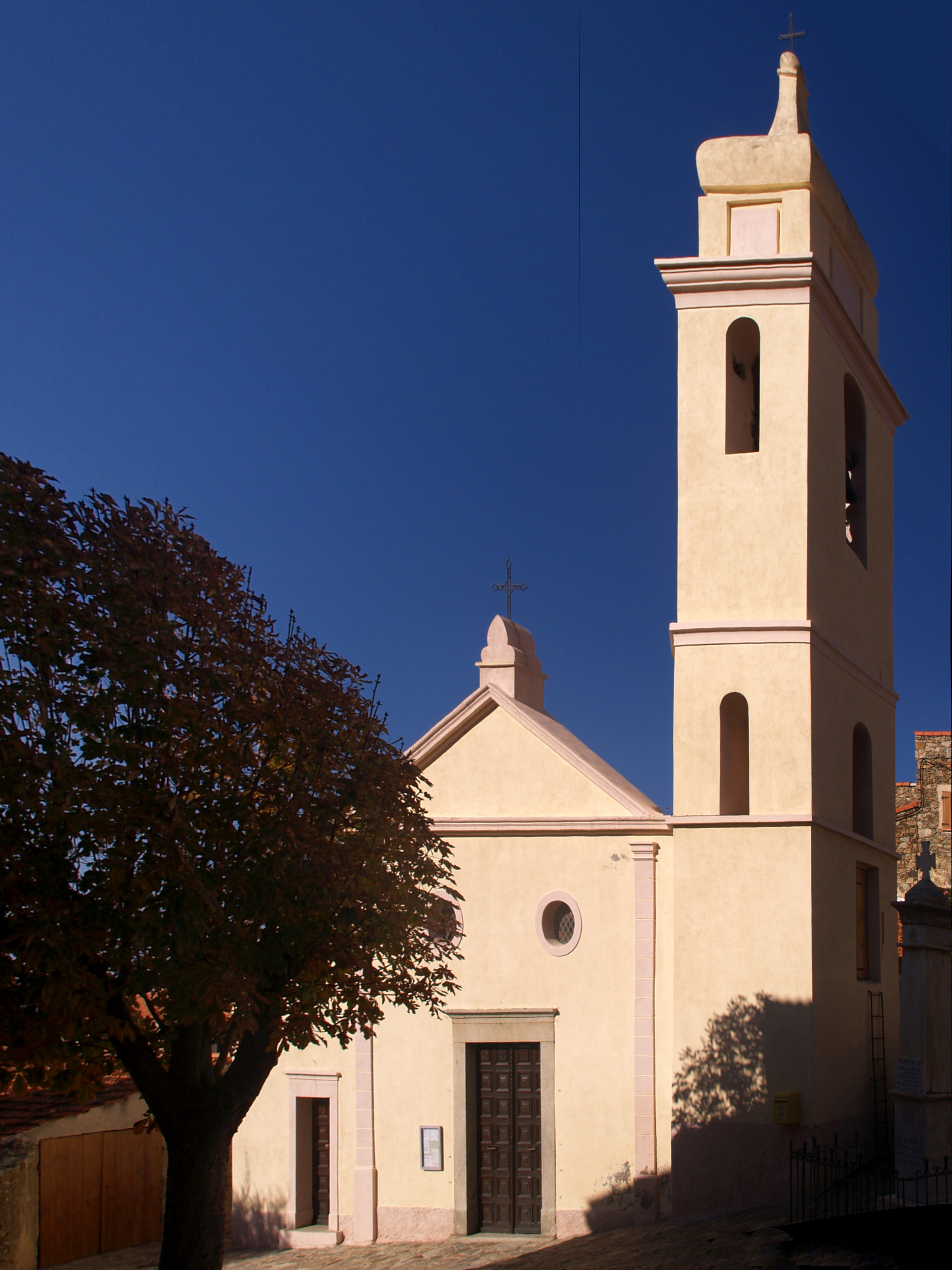
L'Annunziata.
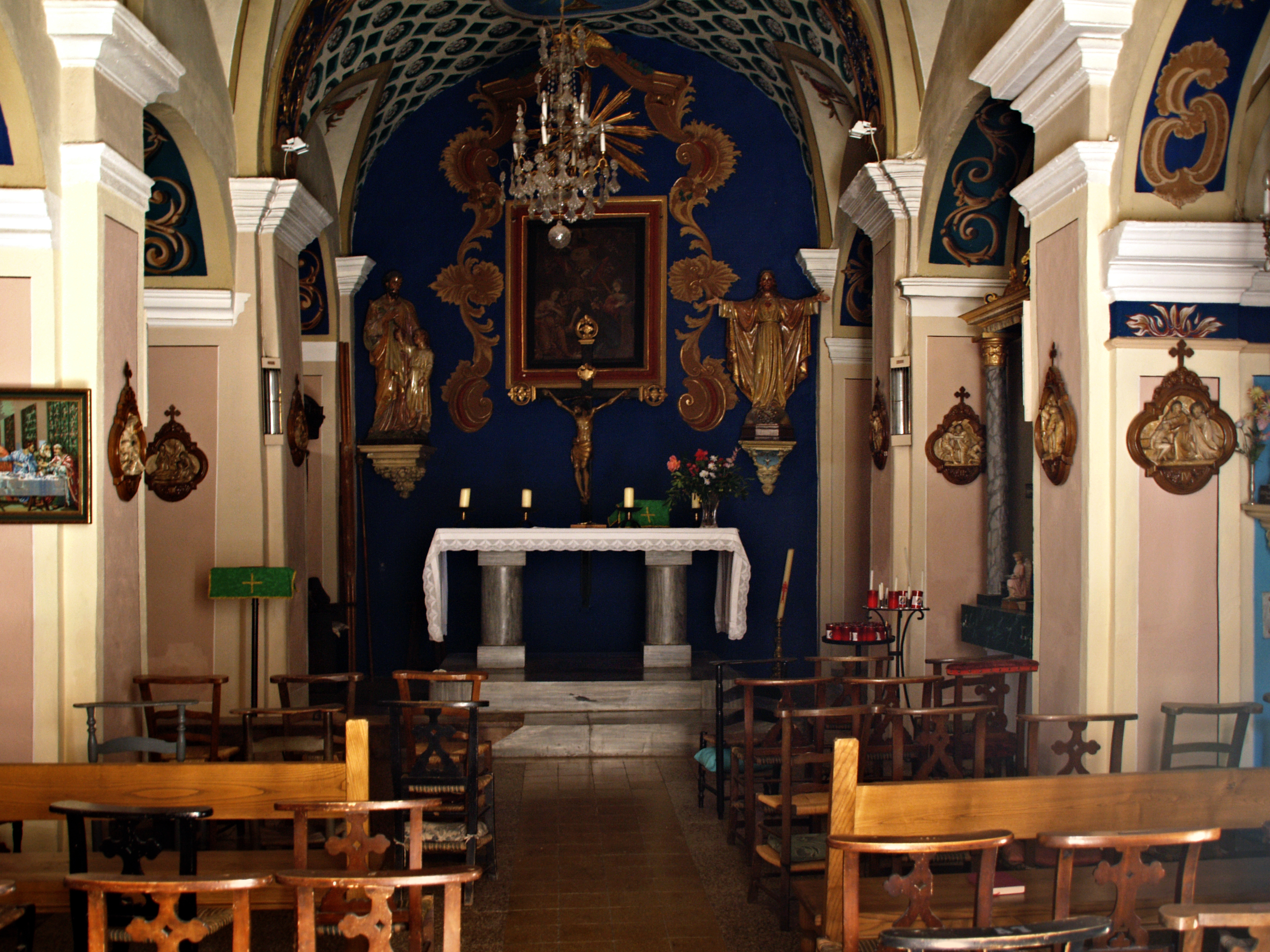
Intérieur.
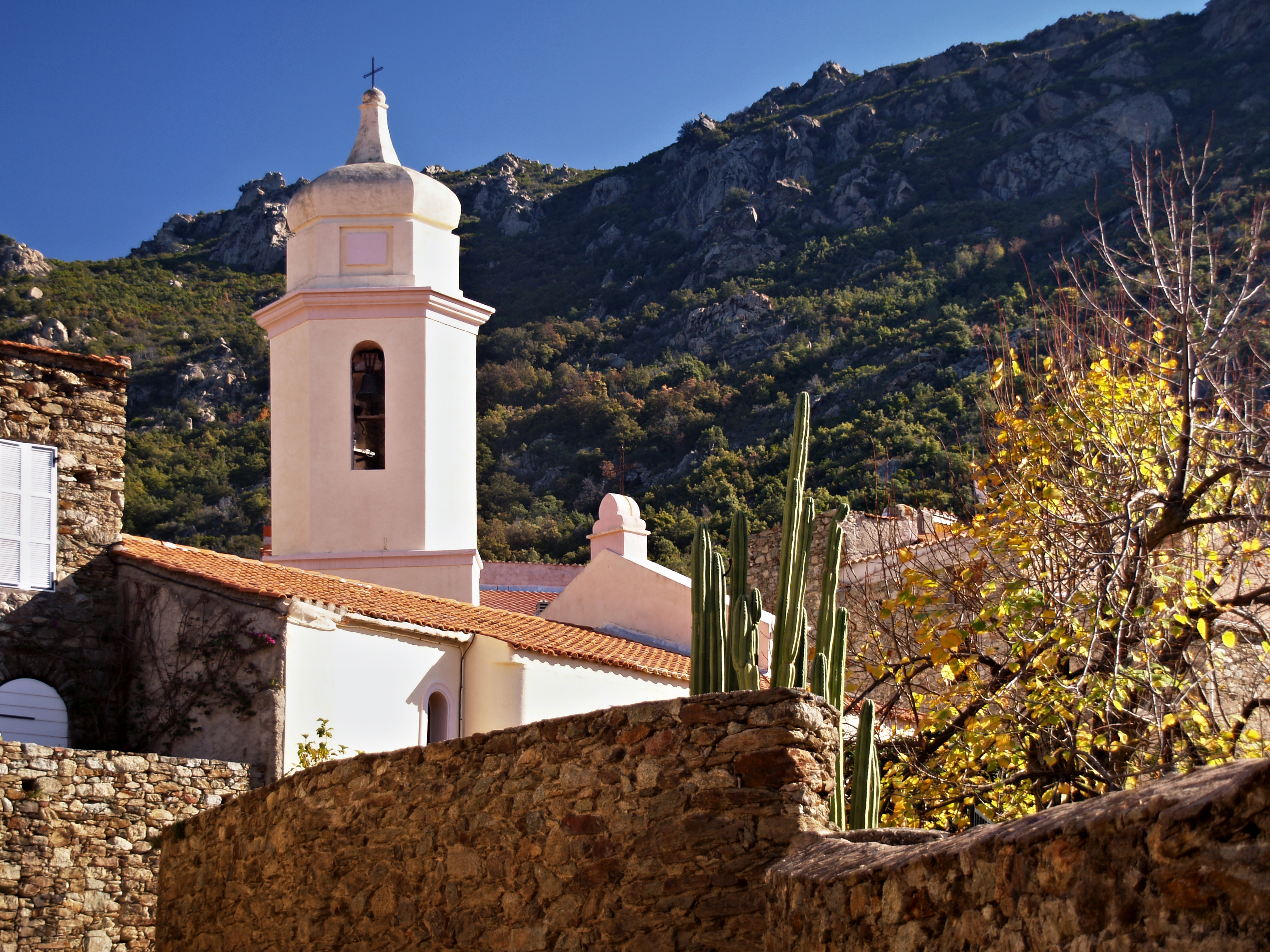
Clocher.

#### Chapelle Saint-Nicolas
La chapelle Saint-Nicolas (San Nicolau) est située à l'entrée du village. Elle est dédiée à saint Nicolas, le saint patron des marins et des pêcheurs, mais surtout patron des enfants. S'y trouve une statue de saint Nicolas achetée en août 1857 à Bari (Italie).
San Nicolau est très vénéré en Corse. L'abbé Casta y a recensé 33 sanctuaires dédiés à San Nicolau au Moyen Âge

#### Autres patrimoines religieux
- Chapelle Sant'Andria ruinée
- Baptistère à Bocca di San Pancrazio

### Patrimoine naturel

#### Site du Conservatoire du littoral
Une partie du territoire de la commune d'Urtaca, celle située dans le désert des Agriates, a été acquise par le Conservatoire de l'Espace Littoral. Elle est en site naturel classé.

#### ZNIEFF
Urtaca est concernée par une ZNIEFF (2e génération) :
Crêtes Mont Asto Mont St Angelo
Cette zone est reprise à l'INPN sous la fiche ZNIEFF940013187 - Crêtes Mont Asto Mont St Angelo. Cette zone qui couvre les crêtes des Monte Astu et Mont Sant Angelo du massif du Tenda, sur une superficie de (1 097 ha), concerne les communes de Lento, Piève, Sorio, San-Gavino-di-Tenda, Lama, Urtaca et Pietralba. Le paysage végétal des crêtes du Tenda apparaît très dénudé. La végétation arborescente y fait pratiquement défaut. La zone est composée de landes épineuses, de bosquets de châtaigniers, de frênes et de houx, et de forêts de chênes verts, abritant 4 espèces déterminantes : insectes, batraciens et monocotylédones.

### Personnalités liées à la commune
- Joseph-Marie Bonavita (Urtaca 1908 - Neuilly, Hauts-de-Seine 1971). Il a fait carrière dans la diplomatie. Écrivain, il est l'auteur de U pane azimu, un recueil de contes et nouvelles écrit en langue corse[12].
- Paul Orsoni, médecin, auteur de Mémoires.
- Jean Simi (1908-1960), instituteur, directeur du Cours Complémentaire de L'Île-Rousse et résistant.
- Catherine Colonna , ministre